# Distretto di Xiaonan
Il distretto di Xiaonan (孝南区S, Xiàonán QūP) è un distretto della Cina, situato nella provincia di Hubei e amministrato dalla prefettura di Xiaogan.